# West Frankfort
West Frankfort é uma cidade localizada no estado americano de Illinois, no Condado de Franklin.

## Demografia
Segundo o censo americano de 2000, a sua população era de 8196 habitantes.
Em 2006, foi estimada uma população de 8316, um aumento de 120 (1.5%).

## Geografia
De acordo com o United States Census Bureau tem uma área de
12,3 km², dos quais 12,3 km² cobertos por terra e 0,0 km² cobertos por água. West Frankfort localiza-se a aproximadamente 132 m acima do nível do mar.

## Localidades na vizinhança
O diagrama seguinte representa as localidades num raio de 12 km ao redor de West Frankfort.